# 超級巨星 (歌曲)
超級巨星是泰國饒舌歌手與歌手Lisa於2024年6月28日由LLOUD以及RCA唱片發行的個人單曲，作為她即將發行的個人專輯的主打單曲。這是自2023年離開YG娛樂後首次的回歸單曲，同時也是繼單曲專輯《LALISA》時隔三年後的正式回歸。

## 發行與宣傳
2024年6月6日，Lisa在Instagram限時動態上发布了一张極簡主義的圖片，內容寫著「即将推出：LISA」，并附上Spotify和Apple Music的预保存連結，首次预告了她的全新個人音樂。她的官方網站和LLOUD管理頁面也都展示了這段預告片。她還開通了一個新的個人TikTok帳號，並發布了一段自己在「真實合成器節奏」下跳舞的短片，名為《Coming Soon》，在此過程中，在短短2小時18分鐘内就吸引了100萬粉絲，創下了吉尼斯世界纪录。一週后，Lisa在TikTok上發佈了第二部短片，影片中她身穿白色短T恤和黑色迷你裙在海灘上擺姿勢拍照，同時使用了一首名為《Teaser》的曲目作為背景音樂，是一段包含「有激烈打擊樂、尖锐略带失真的合成器」等元素所組成的音樂，最后，她輕聲唱道：「我是摇滚明星。」同一天，索尼音樂娛樂韓國公司證實，Lisa將帶著新音樂回歸。6月18日，她在Instagram限時動態上發佈了一張圖片，正式確認了歌曲的名稱〈Rockstar〉，發佈時間為韓國時間6月28日上午9時。

## 音樂錄影帶
Lisa在泰國多個地點拍攝了音樂錄影帶，包括泰國曼谷唐人街的耀華力路和碧武里新路邦蘭普百貨商店，同時使用了泰國舞者與演員。

## 曲目列表
- Rockstar - 單曲

1. "Rockstar" (Original) – 2:18
2. "Rockstar" (Extended) – 2:44
3. "Rockstar" (Instrumental) – 2:13
4. "Rockstar" (Sped Up) – 1:50
5. "Rockstar" (Slowed Down) – 2:40

## 榮譽
| 年份 | 頒獎典禮          | 獎項       | 結果 | Ref.  |
| ---- | ----------------- | ---------- | ---- | ----- |
| 2024 | MTV音樂錄影帶大獎 | BEST K-POP | 獲獎 | [ 8 ] |

## 製作團隊
- Lisa – 表演者、作曲家、作詞家
- 瑞恩·泰德 – 音樂製作人、作曲家、作詞家
- Sam Homaee – 音樂製作人、作曲家、作詞家
- Brittany Amaradio – 作曲家、作詞家
- Lucy Healey – 作曲家、作詞家
- James Essien – 作曲家、作詞家
- Kuk Harrell – 配唱製作人
- Angelica Dorman – 音訊工程師
- Serban Ghenea – 混音師
- Bryce Bordone – 助理工程師
- 蘭迪·麥瑞爾 – 母帶製作

## 發佈歷史
| 發行地區 | 發行日期      | 發行形式      | 廠牌          | 來源  |
| -------- | ------------- | ------------- | ------------- | ----- |
|          | 2024年6月28日 | 數位下載 串流 | LLOUD RCA唱片 | [ 4 ] |
| 全球     | 2024年6月28日 | 數位下載 串流 | LLOUD RCA唱片 | [ 4 ] |
| 全球     | 2024年8月7日  | CD單曲        | LLOUD RCA唱片 | [ 9 ] |